# Leucopis maculata
Leucopis maculata är en tvåvingeart som beskrevs av Thompson 1910. Leucopis maculata ingår i släktet Leucopis och familjen markflugor. Inga underarter finns listade i Catalogue of Life.